# François de Roches
François de Roches (* 1. Januar 1701 anderes Datum 23. Dezember 1700 in Genf; † 23. Oktober 1769 anderes Datum 24. Oktober 1769 ebenda) war ein Genfer evangelischer Geistlicher und Hochschullehrer.

## Leben

### Familie
François de Roches war der Sohn von Henri de Roches (* 1669 in Genf; † 7. November 1750 ebenda) und dessen Ehefrau Suzanne Constance (geb. Molaret) (* 30. März 1671 in Saint-Martin-du-Mont; † 7. Mai 1736 in Genf); er hatte noch sechs Geschwister.
Er war seit 1726 in erster Ehe mit Anne (* 1707 in Genf; † 18. Juni 1739 ebenda) verheiratet, Tochter des Chirurgen Jean-Louis Berjon (1673–1739); gemeinsam hatten sie vier Töchter.
In zweiter Ehe heiratete er 1740 Elisabeth (* 1705 in Montpellier; † 19. Juni 1790 in Genf), Tochter von Claude Claparède (1671–1744); gemeinsam hatten sie drei Kinder. Ihr Sohn Jean-Lous de Roches (* 15. März 1745; † 2. Januar 1816) wurde später Hochschullehrer an der Akademie Genf.

### Werdegang
François de Roches immatrikulierte sich 1719 an der Académie de Genève zu einem Theologiestudium und hörte Vorlesungen unter anderem bei Jean-Alphonse Turrettini; er beendete das Studium 1724 und 1725 erfolgte seine Ordination.
1727 wurde er anfangs Pfarrer in Chene, das nach dem Vertrag von Turin 1754 in Chêne-Bougeries und Chêne-Bourg aufgeteilt wurde. Von 1733 bis 1756 war er Pfarrer in Genf; in dieser Zeit wurde er 1749 als Dozent für Moraltheologie an die Akademie Genf berufen.

### Berufliches und Geistliches Wirken
François de Roches überarbeitete die Liturgie der Genfer Kirche und war aufgrund seiner Hebräisch-Kenntnisse Mitübersetzer der Genfer Bibel. Er beteiligte sich auch 1752 an der Überarbeitung von Jean-Frédéric Ostervalds Katechismus.
Seine zahlreich veröffentlichten Publikationen spiegelten den Einfluss der Aufklärung auf die reformierte Theologie. Sein 1740 erschienenes Werk Defense Du Christianisme wurde per Dekret der römisch-katholischen Glaubenskongregation 1742 auf den Index gesetzt.

## Schriften (Auswahl)
- Jean-Alphonse Turrettini; François De Roches; Jaques Barrillot; Jaques Fabri: Disputatio apologetica de veritate religionis christianae, adversus incredulorum difficultates. Genevae: typis Fabri et Barrillot, 1724.
- François de Roches; Jaques Barrillot: Deux sermons prononcez. Genève: de l'impr. de Barrillot, 1737.
- Defense Du Christianisme, Ou Preservatif Contre Un Ouvrage Intitulé Lettres Sur La Religion Essentielle A L’Homme.
  - 1. Band. Lausanne & à Geneve: Chez Marc-Mic. Bousquet, & Comp. 1740.
  - 2. Band. Lausanne & à Geneve: Chez Marc-Mic. Bousquet, & Comp. 1740.
- François de Roches; Jacques François Barrillot; Alexandre Sarasin: Theses theologicae de notis ecclesiae. Genevae: ex typographia Barrillot, 1750.
- David Claparède; François de Roches; Henri-Albert Gosse: Tentamen de religione christiana, per praesentem rerum mundanarum constitutionem vindicanda. Genevae: Typis Henrici-Alberti Gosse et Soc., 1750.
- François de Roches; Jean François de Moncenix; Pierre Pellet: Theses theologicae de providentia. Genevae: apud P. Pellet typogr., 1752.
- François de Roches; Antoine Chapuis; Pierre Chrétien: Réponse au sieur Jean Molines, dit Fléchier ou Examen des motifs qu'il a publié de son changement de religion. Lausanne: Chez Pierre Chrétien 1753.
- François de Roches; Conrad Hessemer; Henri-Albert Gosse: Theses theologicae in quibus conferuntur inter se argumenta pro Mosis Christique divina missione facienda. Genevae: ex typographia Henrici-Alberti Gosse et Soc., 1755.